# Novo Selo (Szluin)
 Novo Selo  falu Horvátországban, Károlyváros megyében. Közigazgatásilag Szluinhoz tartozik.

## Fekvése
Károlyvárostól 44 km-re délre, községközpontjától 3 km-re délkeletre, a Kordun területén, a Slunjčica bal partján, a Plitvicei-tavakhoz vezető 1. számú főút mellett fekszik.

## Története
A falunak 1857-ben 199, 1900-ban 136 lakosa volt. Trianonig Modrus-Fiume vármegye Szluini járásához tartozott. 2011-ben 67 lakosa volt.

## Lakosság
| Lakosság változása | Lakosság változása | Lakosság változása | Lakosság változása | Lakosság változása | Lakosság változása | Lakosság változása | Lakosság változása | Lakosság változása | Lakosság változása | Lakosság változása | Lakosság változása | Lakosság változása | Lakosság változása | Lakosság változása | Lakosság változása |
| ------------------ | ------------------ | ------------------ | ------------------ | ------------------ | ------------------ | ------------------ | ------------------ | ------------------ | ------------------ | ------------------ | ------------------ | ------------------ | ------------------ | ------------------ | ------------------ |
| 1857               | 1869               | 1880               | 1890               | 1900               | 1910               | 1921               | 1931               | 1948               | 1953               | 1961               | 1971               | 1981               | 1991               | 2001               | 2011               |
| 199                | 0                  | 0                  | 149                | 136                | 0                  | 0                  | 0                  | 111                | 101                | 88                 | 94                 | 0                  | 0                  | 85                 | 67                 |